# امباسامودرام
امباسامودرام (به انگلیسی: Ambasamudram) یک منطقهٔ مسکونی در هند است که در تامیل نادو واقع شده‌است.

## خصوصیات
امباسامودرام ۳۹۲٬۲۲۶ نفر جمعیت دارد و ۷۶ متر بالاتر از سطح دریا واقع شده‌است.